# Bron van Urd

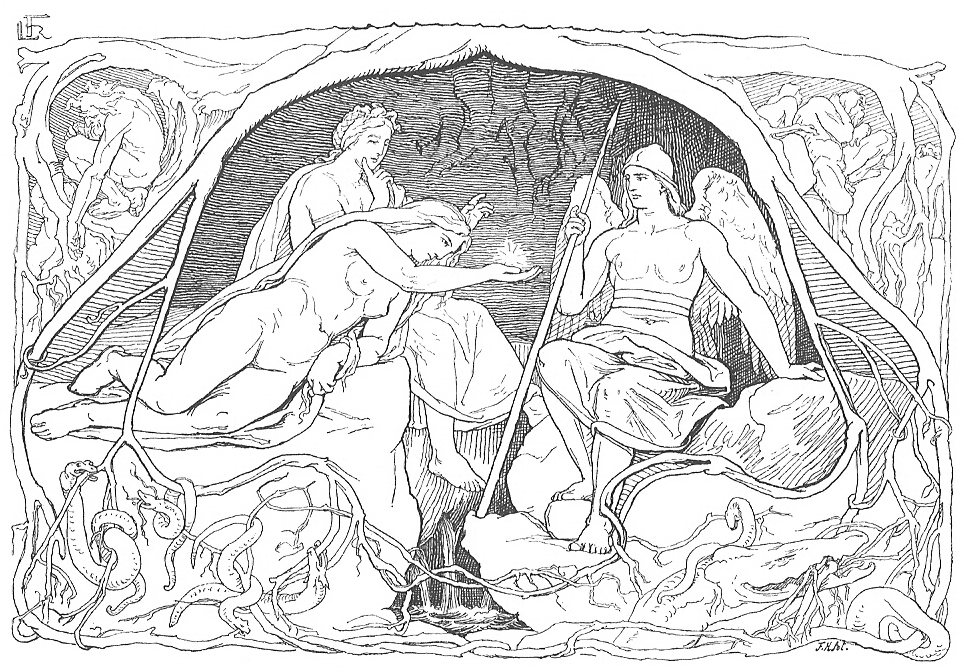
Urdr, Verdandi en Skuld bij Urðarbrunnr. Nidhöggr knaagt aan de wortels van Yggdrasil

De Bron van Urd of Urðarbrunnr is in de Noordse mythologie een bron in de wereld Asgaard. 
Nabij de bron bevinden zich de drie Nornen (Nornir), de drie noodlotsgodinnen Urd (het verleden), Verdandi (het heden) en Skuld (de toekomst). De bron ligt aan de voet van Yggdrasil.
In de bron worden zwanen geboren en ontspringen twee rivieren.